# Helge Sundmark
Helge Sundmark, född 30 januari 1912 i Steneby, Dalsland, död där 16 februari 1971, var en svensk målare.
Han var son till fabriksarbetaren Erik Sundmark och hans hustru Emma och gift med Wera Margareta Nilsson. Sundmark var huvudsakligen autodidakt som konstnär men fick en viss vägledning från äldre dalslandsmålare. Han medverkade i samlingsutställningar sedan 1955 arrangerade av Dalslands konstförening i Åmål, Vänersborg och Bengtsfors. Hans konst består huvudsakligen av landskapsskildringar och miljöbilder från sin dalsländska hembygd. 